# ブルーノ・フェレイラ・ヴェントゥーラ・ジニス
ブルーノ・フェレイラ・ヴェントゥーラ・ジニス（Bruno Ferreira Ventura Diniz、1994年3月16日 - ）は、ブラジル・サンパウロ出身のプロサッカー選手。セアラーSC所属。ポジションは、ゴールキーパー。

## 来歴
2017年11月25日、0-3で敗れたアウェーのルヴェルデンセEC戦でプロデビューを果たした。2019年6月27日、ジル・ヴィセンテへローン移籍で加入した。